# Facultad de Ciencias Astronómicas y Geofísicas de la Universidad Nacional de La Plata

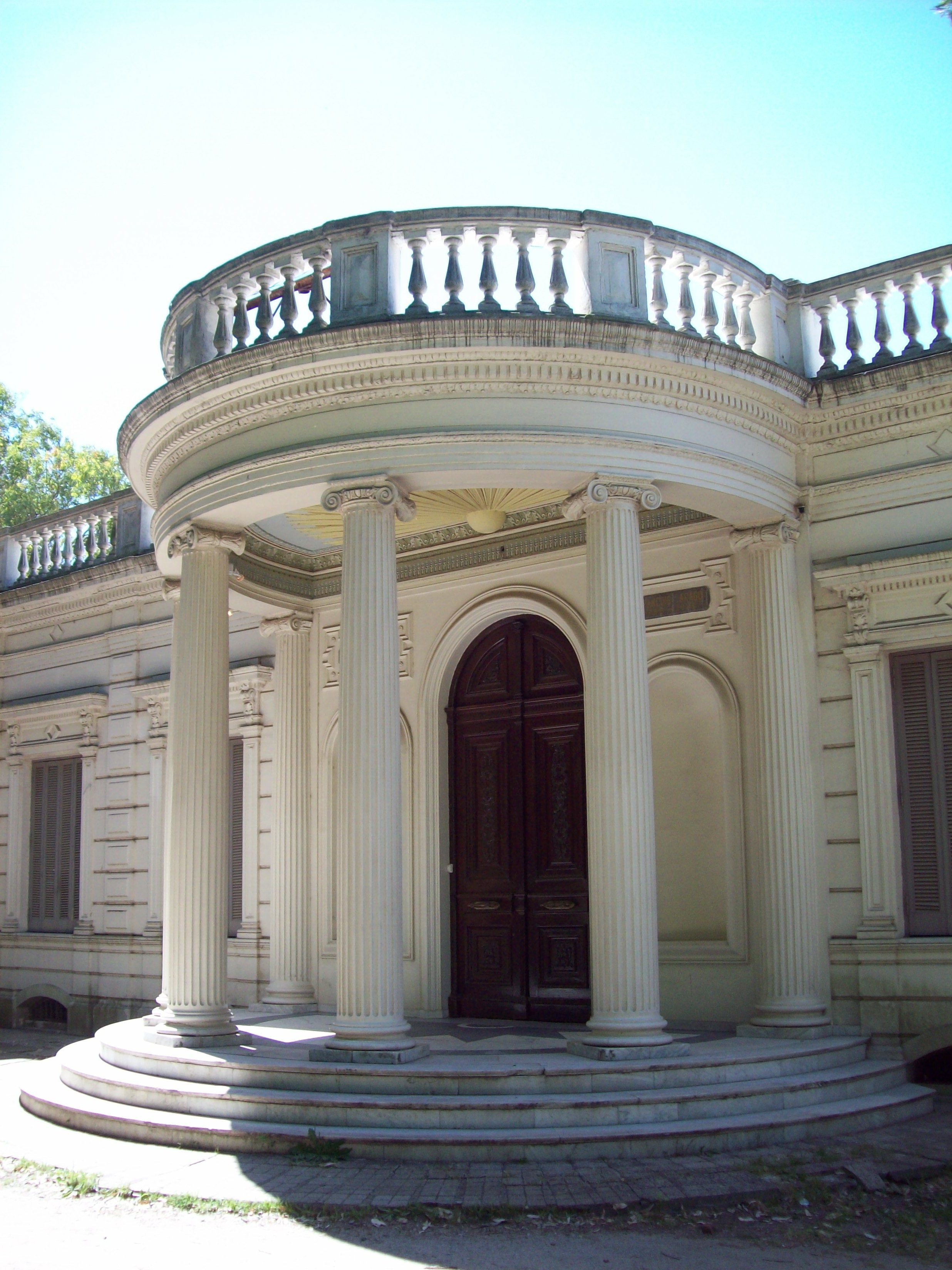
Fachada de uno de los pabellones.

La Facultad de Ciencias Astronómicas y Geofísicas de la Universidad Nacional de La Plata fue fundada con su estructura actual en 1935, como evolución de la Escuela Superior de Astronomía y Geofísica y el Observatorio de La Plata.

## Carreras

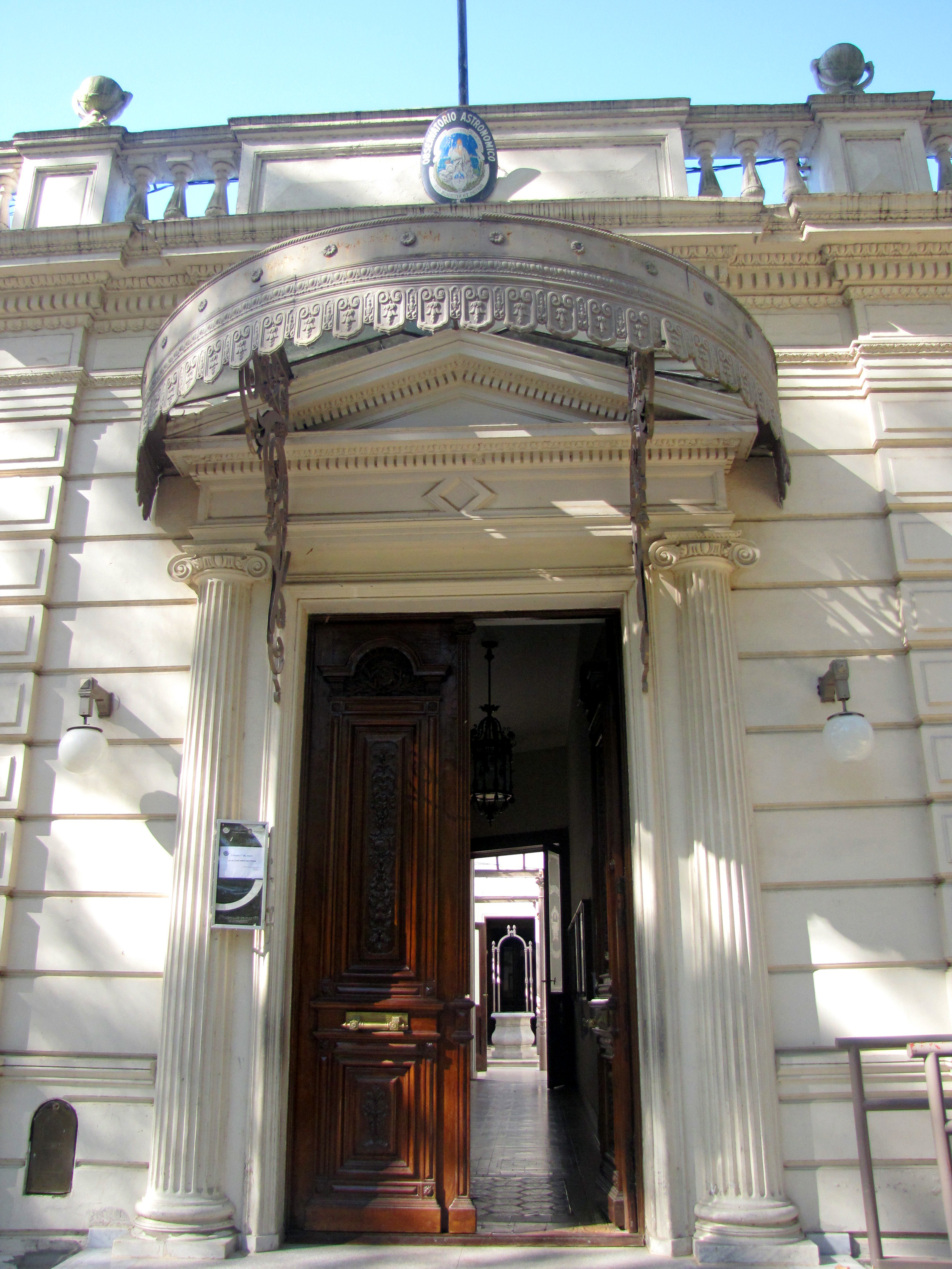
Otra de las entradas.

### Grado
- Astronomía
- Geofísica
- Meteorología y Ciencias de la atmósfera

### Posgrado
- Doctorado en Astronomía
- Doctorado en Geofisíca
- Maestría en Geomática
- Doctorado en Ciencias de la Atmósfera

## Campus
El predio ocupado tanto por la Facultad como por el Observatorio Astronómico tiene una superficie de 6 has., donde varios pabellones y edificios se distribuyen en un amplio parque arbolado.
Las construcciones del Observatorio y sus edificios de apoyo fueron diseñadas por el director del Observatorio, Francisco Beuf; a excepción del Gran Ecuatorial, obra del ingeniero y arquitecto francés Ulric Courtois, y las obras comenzaron en 1884, dos años después de la fundación de la ciudad, y el edificio estuvo listo para 1889.

## Centro de Estudiantes
El Centro de Estudiantes de Geofísica, Meteorología y Astronomía (C.E.G.M.A) es el núcleo gremial de los estudiantes de la Facultad de Ciencias Astronómicas y Geofísicas de La Plata (FCAGLP), conocida como el Observatorio. Está conformado por 9 vocales que pertenecen a las distintas agrupaciones políticas que se presentan a elecciones ya que es horizontal y autogestivo.
La conducción del centro de estudiantes le corresponde a la agrupación Franja Morada.
1 vocal: Matias Terpolilli- Franja Morada.
2 vocal: Ignacio Gómez -Franja Morada.
3 vocal: Yanina Stachoni -Franja Morada.
4 vocal: Florencia Rizzo -Franja Morada
5 vocal: Lautaro West Ocampo- Franja Morada
6 vocal: Bruno Di Bastiano -Franja Morada
7 vocal: Tatiana Poggi – inti
8 vocal: Lautaro Pettigrossi- inti
9 vocal: Agustín Correa-suma
Vocales suplentes: 
1 Agustina Kounio -Franja Morada
2 Fiamma Palazzo- Inti
El centro de estudiantes se reúne semanalmente en reuniones abiertas donde cualquier estudiante puede opinar, llevar proyectos y votar.